# Gastrotheca griswoldi
Gastrotheca griswoldi là một loài ếch trong họ Hemiphractidae. Chúng là loài đặc hữu của Peru.
Các môi trường sống tự nhiên của chúng là đồng cỏ ở cao nhiệt đới hoặc cận nhiệt đới, đất canh tác, và vùng đồng cỏ.